# 朱红兵
朱红兵（1922年3月9日—2002年），原名朱衡彬，笔名朱红兵、小兵，男，山东陵县人，中国作家、文学编审，中国作家协会理事，中国作家协会宁夏分会原主席、名誉主席，宁夏回族自治区文学艺术界联合会原主席。